# Сокальська ратуша
Сока́льська ра́туша — приміщення магістрату (міської ради) міста Сокаля (Львівська область). 
За свідченнями архівних документів, уже на початку XVI ст. в Сокалі існувала ратуша. Проте давня ратуша не збереглась і нині невідомо, як вона виглядала. 
Теперішня ратуша побудована на початку XX ст. Вона розташована у центрі міста, на колишньому Ринку (тепер — площа Січових Стрільців). Будівля одноповерхова, у плані прямокутна, видовжена. Вхід до ратуші прикрашає портик з чотирма квадратними у плані колонами, на які опирається оригінальшої форми фронтон. Одноманітні лінії даху дещо зм'якшуються слуховими вікнами, типу люкарна (з тильного боку будівлі таких вікон немає). Посередині будівлі здіймається порівняно невисока оригінальна ратушна вежа з годинником-курантами на чотири циферблати (діаметром понад 1 м). Завершує ратушну вежу ажурна сиґнатурка. 
Вежа, як і дах ратуші, покрита брунатною металочерепицею, тому вся споруда виглядає радше сучасною, ніж такою, яка має вже 100 років. Як видно з міжвоєнних світлин (1924 р.), сучасна ратуша має приблизно такий же вигляд як і після Першої світової війни. 
Нині ратуша використовується за своїм прямим призначенням: тут розташована міська рада Сокаля.